# 金阳厚喙菊
金阳厚喙菊（学名：Dubyaea jinyangensis）是菊科厚喙菊属的植物，为中国的特有植物。分布于中国大陆的四川等地，生长于海拔3,400米的地区，目前尚未由人工引种栽培。